# Pistiana
Pistiana  este un oraș în Grecia în prefectura Aetolia-Acarnania.